# Schloss Malatzka
Das Schloss Malatzka (auch Schloss Malacky, slowakisch Malacký zámok oder Malacký kaštieľ, auch Pálffyovský kaštieľ, zu deutsch Pálffy-Schloss genannt) ist ein Schloss in der westslowakischen Stadt Malacky (deutsch Malatzka). Es befindet sich östlich des Stadtzentrums, die Anschrift lautet Zámocká 18.

## Beschreibung und Geschichte
Das vierflügelige, ursprünglich im Stil der Renaissance gestaltete Schloss wurde 1624 für die ungarische Magnatenfamilie Pálffy gebaut, der das Herrschaftsgebiet von Malatzka fast 300 Jahre lang gehörte. Sie verlegte hier den Herrensitz von der Burg Blasenstein heraus, die den gesteigerten Wohnanforderungen nicht mehr gerecht geworden war. Als Bauherr wird der Graf Paul Pálffy genannt. 
Von 1720 bis 1730 wurde es im Barockstil neu gestaltet, 1808 kam eine große Renovierung, bei der das Schloss im klassizistischen Stil neu gestaltet wurde. Aus der ursprünglichen Fassade verblieben der Balkon über dem Haupteingang sowie die französischen Schornsteine. Der für den Barockstil typische französische Garten wurde durch einen englischen Park ersetzt. Nach historischen Angaben war das Schloss mit dem Park durch eine Steinmauer umzäunt. Die Anlage war über drei Tore erreichbar: das Schwarze Tor fungierte als Haupttor und besteht bis heute, dort befand sich auch das Wärterhaus. Das Weiße Tor führte vom Park zum Ortsteil Riadok, das Rote Tor war hauptsächlich für die Versorgung bestimmt. Im Innenhof befindet sich ein Brunnen, unweit von diesem stand bis 1918 eine Bronzefigur eines Hirsches, des Wappentiers der Familie Pálffy. Heute steht dort eine Replika aus Epoxid.
Nach dem Zerfall von Österreich-Ungarn im Spätjahr 1918 verließ Nikolaus XIII. Pálffy, der letzte Gutsherr, das Schloss und ging nach Österreich. In der jungen Tschechoslowakei nutzten Offiziere der tschechoslowakischen Armee sowie Staatsbeamte das Anwesen. Nach einem Abkommen zwischen den Pálffys und dem tschechoslowakischen Grundstückfonds erhielt 1934 der Franziskanerorden das Schloss mit dem Park. Zwischen 1944 und 1945 nutzte die Gestapo das Schloss als Gefängnis und Folterort für die Teilnehmer des Slowakischen Nationalaufstandes.
Nach dem Ende des Zweiten Weltkriegs wurden hier in den 1950er Jahren Kasernen für tschechoslowakische Grenztruppen eingerichtet, nach 1957 wurde es Krankenhausstandort. Diese Nutzung endete nach 2000, als das Schloss an den Franziskanerorden zurückgegeben wurde. Im September 2007 erwarb die Stadt Malacky das Schloss und restauriert es stufenweise für kulturelle und museale Zwecke.